# Ronny Rolls

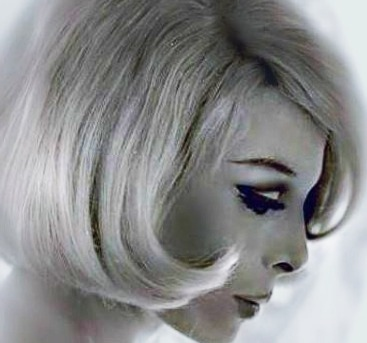
Ronny Rolls Profilansicht

Ronny Rolls (* 13. Dezember 1941 als Bernd Lottermann in Ingelheim am Rhein) ist ein deutscher Travestiekünstler. Internationale Bekanntheit erlangte er vor allem wegen seiner zahlreichen Auftritte in Cabarets und Varietés in verschiedenen Teilen der Welt. In Deutschland hat er darüber hinaus Bekanntheit als Moderator, Schauspieler und Synchronsprecher erlangt. Ausschnitte seines Lebens wurden in dem Film „Beruf: Damenimitator – Das Leben des Ronny Rolls“ von Matthias Abel verfilmt.

## Leben
Seine frühe Kindheit wurde vom ausgehenden Zweiten Weltkrieg entscheidend mitgeprägt. Wenn er nicht vor eingehenden Luftangriffen in Kellern Schutz suchte, unterhielt er bereits in jungen Jahren seine Mitmenschen mit Gesang. In den ersten Jahren der Nachkriegszeit sang er unter anderem in einem Offizierskasino, wo auch sein Kosename „Six Points“ geprägt wurde. Ronny besuchte die Volksschule Alzey und nahm dort auch Gesangsunterricht.

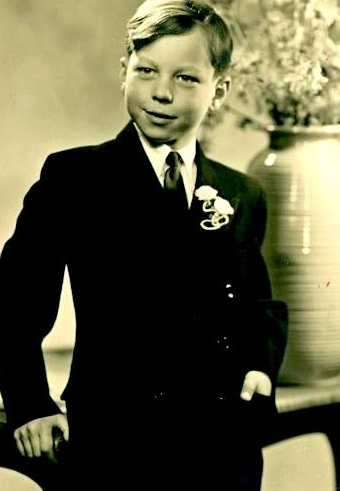
Ronny in jungen Jahren
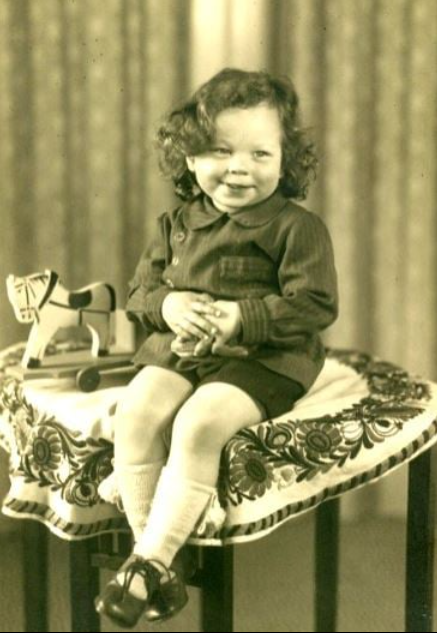
Ronny zur Zeit des Zweiten Weltkriegs

Ronnys Vater, der selbst Zahnarzt war, kehrte in den ersten Nachkriegsjahren aus russischer Kriegsgefangenschaft zurück. Für Ronny war er ein Unbekannter, dessen restriktive Erziehungsmaßnahmen er für gewöhnlich mit „Dressur“ umschreibt. Auch das Verhältnis zu seinem Bruder bezeichnet Ronny, aufgrund seines später geprägten Images als Damenimitator, als eher schlecht. Ronnys Onkel, Pfarrer von Beruf, wurde in Frankfurt am Main von einem 18-jährigen Prostituierten mit 13 Messerstichen getötet. Insgesamt beschreibt Ronny die Familienverhältnisse als „ohne Herzlichkeit“; zu Hause herrschte „Zucht und Ordnung“, am Tisch wurde nicht gesprochen und gegessen wurde mit den Bediensteten, nicht mit den eigenen Eltern. Seine schwierige Kindheit, aber auch die von der Mutter geforderte Lehre zum Konditor, die nicht nur Ronnys Interessen (Zeichnen und Frisieren) nicht ansprach, sondern auch zu viel Arbeit für ihn darstellten, motivierten Ronny letztlich dazu, nach Erlangen seines Gesellenbriefs mit 16 Jahren sein Elternhaus zu verlassen und auf eigenen Beinen zu stehen.
Es folgte die Zeit, in der er seinen Beruf als Konditor aufgab und seinen Traum als Travestiekünstler zu wirken umsetzte. Über viele Jahre bereiste er im Rahmen seiner Engagements verschiedene Teile der Welt und unterhielt mit seiner Kunst und anderen großen Travestiekünstlern seiner Zeit die Gäste der angesagtesten Cabarets und Varietés der Zeit. Ende der Achtzigerjahre kehrt Ronny nach Deutschland zurück. Hier tritt er neben seiner Travestiekunst vermehrt auch als Schauspieler, Synchronsprecher und Moderator in Erscheinung.

## Wirken

### Tourneen
Ronny Rolls zog es immer in die Ferne und so machte er sich mit 16 Jahren zunächst auf den Weg nach Stuttgart und anschließend Bayreuth, wo er für die Familie Wagner im Richard-Wagner-Festspielhaus Süßspeisen zubereitete. Fehlende Passion für den von der Mutter vorgegebenen Beruf als Konditor motivierte ihn jedoch dazu diesen Beruf aufzugeben. Als er mit 17 die Möglichkeit bekam wegen seiner ausdrucksstarken Stimme in der Großküche „Blauer Bock“ in Frankfurt zu annoncieren, nahm er diese Gelegenheit direkt wahr. Trotz des zu dieser Zeit noch bestehenden § 175 StGB, gab es in Frankfurt viele einschlägige Kneipen, in denen Ronny sich präsentieren konnte.
In dieser Zeit begann Ronny Rolls an der Rezeption im „Haus Dornbusch“ zu arbeiten, wurde jedoch kurz darauf vom Besitzer des „Tabasco“ für die eigene Bar in Berlin engagiert. Hier zeigte sich Ronny im Rahmen einer Geburtstagsfeier nun auch schon als Travestiekünstler, woraufhin er für das „Eldorado“ entdeckt und direkt als Bardame engagiert wurde. Hier wurde sein Spitzname „Der flüsternde Bariton“ vom Theaterkritiker Friedrich Lufft geprägt.
Es folgte die erste Reise nach Paris, wo Ronny Rolls in 16 verschiedenen Cabarets arbeitete. Im Laufe seines Lebens stieg diese Zahl auf 176 Cabarets und Varietés an. Den Anfang machte das „Madame Arthure“, wo er zusammen mit anderen großen Travestiekünstlern der Zeit arbeitete. Daneben wirkte Ronny Rolls auch im „Carrousel de Paris“ sowie im „Alcazar“, wo sich dieser Tage Weltstars zu Gast einfanden. Kaum ein Jahr später erhielt Ronny Rolls ein weiteres Auslandsengagement. Dabei hatte er die Wahl zwischen Japan und Kanada, wobei er sich für letzteres entschied. Seine Kollegen, die nach Japan aufbrachen, kamen bei einem Flugzeugabsturz ums Leben.

Nach seinem Engagement in Montreal/Quebec folgten weitere zahlreiche Tourneen, unter anderem in Istanbul, Teheran, Amman, Barcelona, Paris, der Côte d’Azur, Zürich, Lausanne, Genf, Chur, Basel, Winterthur, Luzern, St. Moritz und München. Während seiner Zeit in Paris spielte Ronny in 16 Filmen mit und synchronisierte in weiteren Filmen

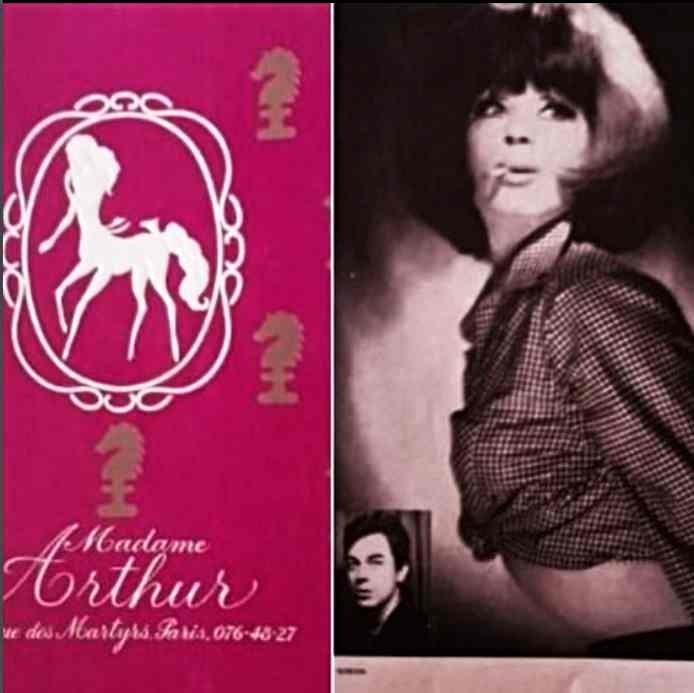
Ronny in Paris
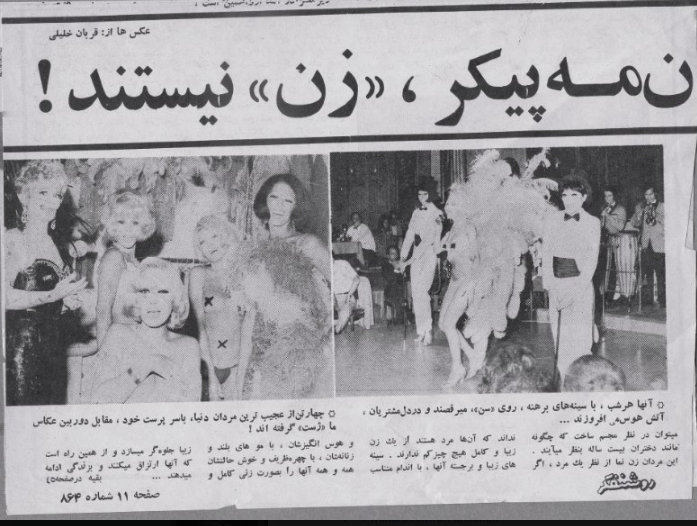
Ronny in Teheran
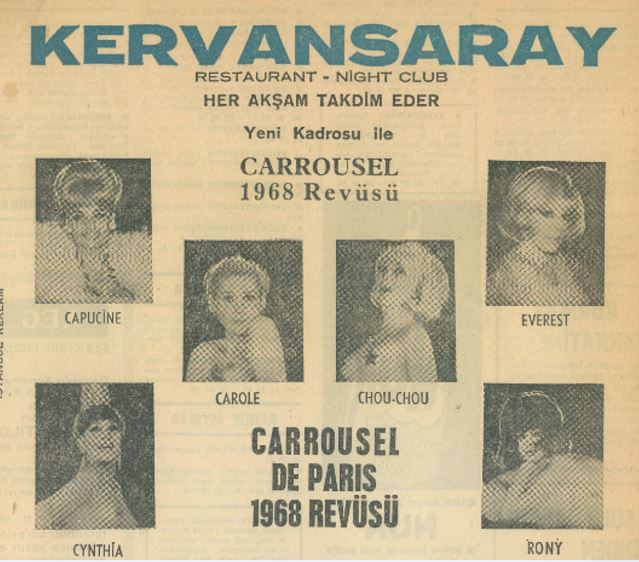
Ronny in Istanbul
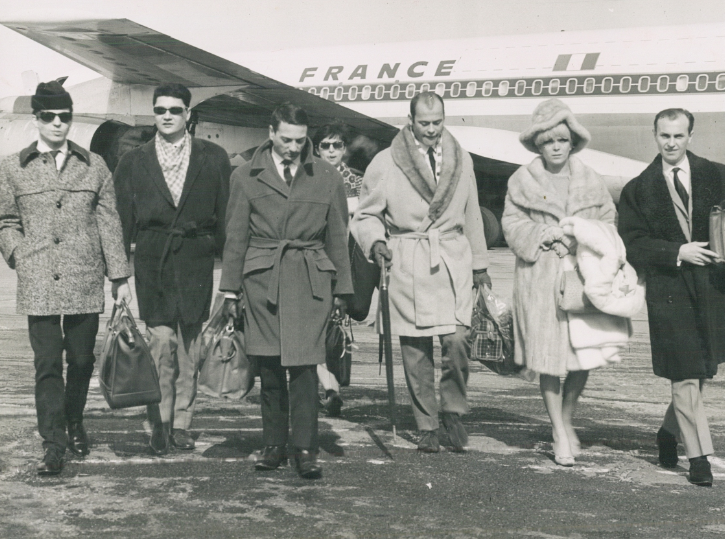
Ronny in Montreal

### Wirken in Wiesbaden
Im Jahr 1989 kehrte Ronny Rolls nach Deutschland zurück und entschied sich für ein Leben in Wiesbaden. Hier führte er bis 1996 den Künstler Club „Chez Ronny“. Von 1999 bis 2009 moderierte er unter anderem zusammen mit Matthias Münch, Vera Int-Veen und Jo van Nelsen die Wiesbadener Ballnacht, eine jährlich stattfindende Großveranstaltung der Wiesbadener AIDS-Hilfe. In die Wiesbadener Zeit fiel auch seine Tätigkeit als Radiomoderator bei Radio Rheinwelle. In seiner eigenen Talk-Show „Chez Ronny“ empfing er etwa 480 Gäste.
In den Zehnerjahren des 21. Jahrhunderts kamen neben seinem Engagement beim CSD Frankfurt in 2019 diverse Auftritte in kleineren und größeren Rollen in diversen Filmen, Fernsehsendungen und Hörspielen hinzu. Hier besonders hervorzuheben sind die Filme „Beruf: Damenimitator – Das Leben des Ronny Rolls“ von Matthias Abel sowie „Das Ende des Schweigens“, ein Dokumentarfilm über die Frankfurter Homosexuellenprozesse von 1950/1951 von van-Tien Hoang. Darüber hinaus trat Ronny Rolls neben anderen Fernsehsendungen im NANO-Wissensmagazin zum Thema: „Mann, Frau, egal!“ sowie als Hauptrolle in „Pictures of Dorian“ im Wiesbadener Staatstheater auf.
In den Zwanziger Jahren zeigte Ronny Rolls vermehrt Präsenz auf Sozialen Medien.

## Werk (Auszüge)
- Schauspiele und Synchronsprecher in 16 Spielfilmen (1960–1972)
- Moderation der Wiesbadener Ballnacht (1999–2009)
- Moderation der Talkshow „Chez Ronny“ bei Radio Rheinwelle (seit 2003)
- Dokumentation: „Bernd Lottermann – ein Porträt“ von Christian Liffers (2010)
- Sprecher für eine Reihe von Hörspielen (darunter „Der Hochzeitstag – oder die Reise nach Regensburg“ sowie „Verhör eines Toten“) von Matthias Abel (2014)
- Dokumentation: „Beruf: Damenimitator – Das Leben des Ronny Rolls“ (2015)
- Gast beim NANO-Wissensmagazin zum Thema: „Mann, Frau, egal!“ (2015)
- Schauspieler im Film „Das Ende des Schweigens“ von van-Tien Hoang (2018–2020)
- Hauptrolle in „Pictures of Dorian“ im Wiesbadener Staatstheater

Bernd Lottermann – Ein Porträt (Film von Christian Liffers)
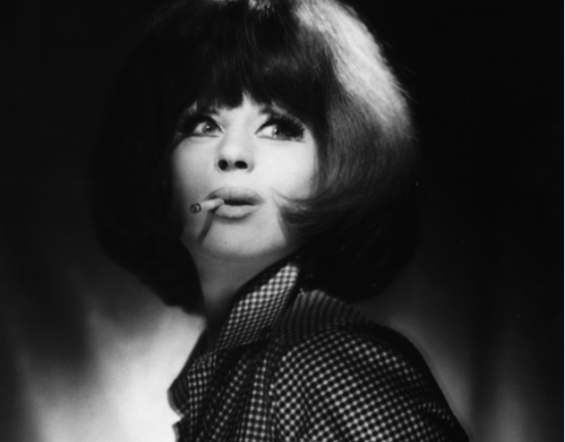
Filmaufnahme 1961